# Корнилије Перејаславски
Преподобни Корнилије Перејаславски је хришћански светитељ. У 15 години замонашио га је старац Павле. Доцније се повукао у пустињу на подвиг. У пустињи је 30 година провео у ћутању, не говорећи ни са ким ни речи, тако да су га многи сматрали за нема. Постом себе је тако исушио, да је личио на костур. Пред смрт је примио схиму и умро је 22. јула (4. августа) 1693. године.
Српска православна црква слави га 22. јула по црквеном, а 4. августа по грегоријанском календару.